# Herbert Gernot
Herbert Gernot (* 12. September 1895 in Berlin; † 12. September 1952 in München) war ein deutscher Schauspieler, Spielleiter und Synchronsprecher.

## Leben
Gernot, 1895 in Berlin geboren, tat sich sowohl als Bühnenschauspieler, als auch als Filmdarsteller hervor. Er spielte nach dem Ersten Weltkrieg in Bonn, Hamburg und Berlin und trat außerdem in den Filmen Frau im Strom (1939) und Der Herr vom andern Stern (1948) auf. Außerdem trat er in Kabinett Fulero (1940) auf, dem ersten Film im deutschen Fernsehrundfunk mit Musik. Seinen größten Erfolg hatte er aber am Jungen Theater in München, wo er nicht nur selbst schauspielerte, sondern auch Regie führte. In seinen letzten Jahren arbeitete er als Märchenerzähler für den Bayerischen Rundfunk.
Daneben arbeitete Gernot auch als Synchronsprecher und lieh seine Stimme u. a. Paul Lukas (Das Mädchen mit der Maske), Pierre Renoir (Der letzte Trumpf, deutsche Fassung 1942), Jack Holt  (San Francisco, deutsche Fassung 1936) und Joseph Schildkraut (Cleopatra, deutsche Fassung 1935). Zudem gehörte Herbert Gernot auch zu den Sprechern der UFA-Tonwoche. Gernot stand 1944 in der Gottbegnadeten-Liste des Reichsministeriums für Volksaufklärung und Propaganda.

## Filmografie (Auswahl)
- 1933: Das Meer ruft
- 1933: Ein Unsichtbarer geht durch die Stadt
- 1934: Die Insel
- 1936: Durch die Wüste
- 1936: Die Lokomotivenbraut
- 1938: Urlaub auf Ehrenwort
- 1938: Geheimzeichen LB 17
- 1939: Frau im Strom
- 1940: Kabinett Fulero
- 1940/42: Der große König
- 1942: Anschlag auf Baku
- 1942: Diesel
- 1942/44: Philharmoniker
- 1943: Altes Herz wird wieder jung
- 1944: Der verzauberte Tag
- 1944: Melusine
- 1945: Shiva und die Galgenblume (unvollendet)
- 1945: Rätsel der Nacht
- 1945: Kamerad Hedwig
- 1945: Die Schenke zur ewigen Liebe
- 1945: Der Mann im Sattel (UA: 2000)
- 1948: Der Herr vom andern Stern
- 1949: Begegnung mit Werther